# For King & Country
For King & Country, estilizado como for KING & COUNTRY, formalmente conocidos como Joel & Luke y también Austoville es un dúo de rock alternativo cristiano conformado por los hermanos australianos Joel Smallbone (5 de junio de 1984) y Luke Smallbone (22 de octubre de 1986).
Su álbum debut de los hermanos de Nashville, Crave, ha recibido elogios, y fueron declarados por Billboard como uno de los "Nuevos Artistas Para Ver" en 2012. American Songwriter los describió como "la respuesta de Australia a Coldplay".
SUSIE Magazine "Solo hace falta escuchar una vez sus sonidos ricos, optimistas, alternativos y letras pensativas para entender su repentina popularidad".
Ellos describen su filosofía como tal:
"El poder de la música puede afectar nuestro estado de ánimo, nuestras emociones, nuestro día, pero cuando se fusiona la fuerza de la música con el corazón, la esperanza y la pasión del Góspel... tiene el poder no solo para cambiar el día de alguien, sino para impactarlo permanentemente. Es por eso que escribimos música y cantamos, esperamos que la gente se mueva, aliente y se mueva para vivir una vida para alguien mayor que ellos mismos ".
Citan a U2, Mutemath, OneRepublic, The Beatles, Goo Goo Dolls y Switchfoot, así como la música cinematográfica de películas como Braveheart y Gladiator, como sus influencias musicales.

## Historia
Los hermanos nacieron en Sídney y se mudaron a Nashville, Tennessee en 1991. Los Smallbone son hermanos menores de la cantante Rebecca St. James, y cuñados de Jacob Fink, exbajista de la banda Foster the People.
Su padre era un promotor de la música, y Joel recuerda, "ir a estos conciertos de rock, sentado en los hombros de mi padre, tapando mis oídos... Honestamente, de muchas maneras siento que la música me eligió y cuando crecí, tomé una decisión clara de introducirme completamente en ella".
Durante la secundaria, los hermanos hicieron voces de apoyo y otros roles secundarios para su hermena y otras bandas en conciertos a lo largo de EEU. Poco después de que Luke se graduara, ambos pensaron en la posibilidad de formar una banda, y en 2007, empezaron con el nombre "Joel & Luke", el cual luego cambiaron a "Austoville". En 2008 lanzaron el EP A Tale of Two Towns con seis canciones, tres de las cuales aparecieron enCrave con ligeros cambios de melodías y letras ("Missing", "Sane", and "Love's to Blame") y otras tres tituladas "Broken Lullabies", "Believe Me Now", and "Something's Gotta Give". Love's to Blame fue coescrita por St. James.
En 2009 firmaron contrato con Warner Music Group con Ben Glover como su productor. Cambiaron su nombre a "For King & Country", en referencia a un grito de guerra. Luke dijo,
"Queríamos un nombre con más significado. Estábamos en el estudio grabando nuestro álbum debut cuando Joel tuvo la idea de All The King’s Men, como en la rima de Humpty Dumpty. Nuestro productor oyó la conversación y dijo '¿Qué tal For King & Country?' y tuvimos una sensación de providencia en ese momento. "For King and Country" era el grito de guerra de los soldados ingleses dispuestos a sacrificarse por el rey y su patria. Y ahora se ha vuelto nuestra misión, sacrificarnos por nuestro Rey y nuestro país."."
En 2011, lanzaron For King & Country: The EP. Su canción "Busted Heart (Hold On To Me)" fue relanzada como sencillo y subió al n.º 3 en la lista de canciones cristianas de Billboard. Describen "Busted Heart" como "Realmente un grito universal de la humanidad por algo más grande que nosotros mismos... Creemos que lo hemos arreglado todo, y la vida te dará esos golpes." "Busted Heart" fue el sencillo que más rápido subió de su género, estando en el top 10 por semanas.[cita requerida]
Su álbum debut Crave fue lanzado el 28 de febrero de 2012. El álbum alcanzó No. 2 en el top Christian & Gospel albums de iTunes en el día de lanzamiento y No. 42 en la lista general. Subió al No. 4 en la lista de álbumes cristianos de Billboard, y se mantuvo en la lista por 41 semanas. También alcanzó el No. 128 en la lista Billboard 200. El álbum recibió críticas favorables.
Poco después del lanzamiento de Crave, lanzaron "The Proof of Your Love" como sencillo, remezclado y titulado "The Proof of Your Love: The Monologue Mix". El sencillo difiere de la versión del álbum por un monólogo 1 Corintios 13:1-7 (El Mensaje)  narrado por Joel como el puente en vez del riff de guitarra. El sencillo alcanzó el No. 8 en la lista Hot Christian Songs de Billboard y duró 29 semanas en esta.
La banda hizo una gira en el Winter Jam Tour Spectacular de 2012. En mayo de 2012, aparecieron en el Huckabee show de Fox News Channel.
Su canción debut "Busted Heart (Hold on to Me)" fue incluida en el episodio "Rehab with Dr. Drew." De VH1 el 28 de octubre de 2012. Entre otras apariciones en televisión, sus canciones "People Change" y "Love's To Blame" han aparecido en la serie de The CW The Vampire Diaries, "Light It Up" y "Sane" han aparecido en el show Drop Dead Diva.
En julio de 2012, anunciaron la gira “The Proof of Your Love” con Jason Castro y Dara Maclean visitando 30 ciudades desde septiembre hasta noviembre de 2012.
En octubre de 2012, lanzaron una canción navideña titulada "Baby Boy" que alcanzó el No. 20 en el Hot Christian Songs chart.
Durante el verano de 2013, la banda se vio obligada a tomar un receso cuando Luke tuvo un caso de colitis ulcerosa.
En junio de 2013, Joel Smallbone interpretó al Rey Jerjes en la película The Book of Esther de Pure Flix Entertainment.
En agosto de 2013, la banda lanzó Hope Is What We Crave: Live, un álbum en vivo con DVD, ambos grabados en The Factory en Nashville, en la última noche de su primera gira. También lanzaron "Hope Is What We Crave" como sencillo, una nueva versión de "Crave" de su álbum.
La banda hizo una gira con Casting Crowns empezando en febrero de 2014.[cita requerida]
For King and Country lanzó su nuevo álbum Run Wild. Live Free. Love Strong. el 16 de septiembre de 2014. Y se mantuvo 17 semanas en el Billboard 200, llegando hasta el No. 13, y alcanzando el No. 12 en Digital Albums Chart.
La banda interpretó sus canciones "Run Wild" y "Fix My Eyes" en el show de Jimmy Kimmel el 25 de marzo de 2015. Fueron parte del Winter Jam Tour 2015 en el centro y zona este de EE. UU. [cita requerida] y parte del Winter Jam 2016.
El dúo lanzó una edición especial de aniversario del álbum el 23 de octubre de 2015, en que se incluyen tres nuevas canciones: Priceless, Ceasefire y Wholehearted, así como una nueva versión de It's Not Over Yet, llamada "The Encore".[cita requerida]

## Vida personal
Los hermanos nacieron en Sídney, Australia y luego se mudaron a Nashville, Tennessee, debido a una reubicación del trabajo de su padre en 1991. Fueron criados junto con dos hermanas, Rebecca y Libby, y otros tres hermanos, Ben, Dan y Josh.
Joel David Smallbone nació el 5 de junio de 1984. El 7 de julio de 2013, Joel se casó con Moriah Peters en California. La pareja guardó su primer beso para el día de la boda. Ahora viven en Nashville, Tennessee.
Luke James Smallbone nació el 22 de octubre de 1986. El 26 de junio de 2010, Luke se casó con Courtney Helm. Su primera hija, Jude James Smallbone, nació el 19 de diciembre de 2012.  También tienen un hijo, Phoenix Alexander. A finales de 2016, Luke anunció que él y su esposa estaban esperando su tercer hijo.

## Discografía
| Año  | Álbum                                                          |
| ---- | -------------------------------------------------------------- |
| 2012 | Crave                                                          |
| 2013 | Hope Is What We Crave Live                                     |
| 2014 | RUN WILD. LIVE FREE. LOVE STRONG. (Deluxe Anniversary Edition) |
| 2015 | RUN WILD. LIVE FREE. LOVE STRONG. (Commentary)                 |
| 2017 | Priceless (Original Motion Picture Soundtrack)                 |
| 2017 | Christmas - LIVE from Phoenix                                  |
| 2018 | Burn The Ships                                                 |
| 2020 | A Drummer Boy Christmas                                        |
| 2021 | Burn The Ships (Deluxe Edition: Remixes & Collaborations)      |
| 2022 | What Are We Waiting For?                                       |

### EPs
| Año  | Álbum                         |
| ---- | ----------------------------- |
| 2008 | A Tale of Two Towns: The EP   |
| 2011 | For King & Country: The EP    |
| 2013 | Into the Silent Night: The EP |

### Sencillos
| Año  | Título                         | Posiciones en la tabla | Posiciones en la tabla | Álbum                             |
| Año  | Título                         | US Christian           | US Heatseekers         | Álbum                             |
| 2011 | "Busted Heart (Hold On to Me)" | 3                      | —                      | Crave                             |
| 2012 | "The Proof of Your Love"       | 8                      | 4                      | Crave                             |
| 2012 | "Baby Boy"                     | 17                     | —                      | Into the Silent Night: The EP     |
| 2013 | "Middle of Your Heart"         | 16                     | —                      | Crave                             |
| 2013 | "Hope Is What We Crave"A       | 21                     | —                      | Crave                             |
| 2014 | "Fix My Eyes"                  | 3                      | —                      | Run Wild. Live Free. Love Strong. |
| 2015 | "Shoulders"                    | 4                      | —                      | Run Wild. Live Free. Love Strong. |
| 2016 | "It's Not Over Yet"            | 5                      | —                      | Run Wild. Live Free. Love Strong. |
| 2016 | "Priceless"B                   | 3                      | —                      | Run Wild. Live Free. Love Strong. |
| 2016 | "Glorious"C                    | 25                     | —                      | Into the Silent Night: The EP     |

- A  "Hope Is What You Crave" es una versión remezclada de "Crave" del álbum 'Crave'.[15]
- B  "Priceless" solo está disponible en la edición aniversario de lujo de  Run Wild . Live free. Love strong.
- C  "Glorious" sólo está disponible en la edición extendida de "Into the Silent Night: The EP"

### Artista destacado
| Año  | Título            | Artista    | Álbum           |
| ---- | ----------------- | ---------- | --------------- |
| 2013 | "Caught Dreaming" | Andy Mineo | Heroes for Sale |
| 2014 | "Messengers"      | Lecrae     | Anomaly         |

Joel Smallbone fue incluido en "Take this City" de Everfound.

### Película
Joel Smallbone fue el actor principal en un drama de 2016 sobre la trata de personas titulado Priceless, que fue estrenado en octubre de 2016. Luke fue uno de los productores (junto con su padre) y su hermano Ben. Ben dirigió la película. Parte de la música de la película fue escrita por For King & Country.

#### Novela
Una novela, Priceless: She's Worth Fighting For, basada en la película Priceless, fue lanzada el 6 de septiembre de 2016.

## Premios y nominaciones
En diciembre de 2012, iTunes eligió a Crave como su Breakthrough Christian & Gospel Album of 2012 mientras que en la inauguración de K-LOVE Fan Awards celebrada el 1 de junio de 2013 consiguieron el premio "Breakthrough Artist of the Year". En 2015, ganaron dos premios Grammy en la 57.ª entrega, uno por Mejor álbum musical de música cristiana contemporánea y otro por Mejor interpretación de música cristiana contemporánea.
Premios Grammy
| Año  | Premio                                                                                                | Resultado |
| ---- | --- | --------- |
| 2015 | Best Contemporary Christian Music Album (Run Wild. Live Free. Love Strong.)                           | Ganador   |
| 2015 | Best Contemporary Christian Music Performance/Song ("Messengers" Lecrae featuring for KING & COUNTRY) | Ganador   |
| 2017 | Best Contemporary Christian Music Performance/Song ("Priceless")                                      | Nominado  |

Premios Dove
| Año  | Premio                                                                                   | Resultado |
| ---- | ---------------------------------------------------------------------------------------- | --------- |
| 2013 | Song of the Year ("The Proof of Your Love")                                              | Nominado  |
| 2013 | Contemporary Christian Performance ("The Proof of Your Love")                            | Nominado  |
| 2013 | Pop/Contemporary Album of the Year (Crave)                                               | Nominado  |
| 2013 | Rap/Hip-Hop Song of the Year ("Caught Dreaming" Andy Mineo featuring for KING & COUNTRY) | Nominado  |
| 2013 | New Artist of the Year                                                                   | Ganador   |
| 2013 | Short Form Music Video of the Year ("The Proof of Your Love")                            | Nominado  |
| 2015 | Contemporary Christian Artist of the Year                                                | Ganador   |
| 2015 | Pop/Contemporary Album of the Year (Run Wild. Live Free. Love Strong.)                   | Ganador   |
| 2016 | Contemporary Christian Artist of the Year                                                | Ganador   |